# 新井薫子
新井 薫子（あらい かおるこ、1965年6月4日- ）は、日本の元アイドル歌手。2023年現在は、KAORUKO（カオルコ）名義でイラストレーター、現代美術家として活動。別名義、カオルコ。
所属事務所は六本木オフィス→スカイコーポレーションを経てフリーで活動。その後、2001年より吉本興業に所属。

## 来歴・人物
愛知県名古屋市出身。
1982年3月21日、シングル『虹いろの瞳』でデビュー。デビュー時のキャッチコピーは「瞳少女」だった。TDKコアが手掛けた初の新人歌手として期待された。その後、3カ月ないし2カ月というペースでシングルをリリース。新人賞レースにもエントリーし、メガロポリス歌謡祭においては優秀賞に値するエメラルド賞を受賞した。
歌番組やイベント出演、取材やグラビア撮影と過密スケジュールを縫って高校にも通う忙しい日々を送る。デビューから1年程活動した頃、疲労困憊から腎臓を悪くして休業し、地元名古屋の病院に4ヶ月入院した。その際、堀越高校（同級生は松本伊代ら）も中退している。快復後は、歌手活動をセーブしてテレビドラマの端役出演などこなした。
療養中に趣味だった日本画や絵本創作を学ぶ。1986年、日本画家の団体「白士会」公募に日本画で入選。1988年から童話作家の五味太郎に師事する。イラストレーター、キャラクターデザイナーとして活動を開始。カオルコ・KAORUKO名義で各方面で活躍する。
1993年、音楽活動を再開。サイケポップユニット『THE TABLES』を結成し中野薫子・KAORUCO名義で活動。1993年4月21日にシックスティレコードからデビューシングル「REIZOKO」、6月23日にアルバムTABLEMANIA」をリリース。1994年5月21日にリリースされた2ndシングル「ねつれつにlove call」はテレビ朝日系列バラエティ番組『福ぶくろ』（1994年4月 - 6月）のエンディングテーマに使用されたが大きなヒットには繋がらなかった。
2007年より活動拠点をアメリカ・ニューヨークに移し、明治・大正時代の着物の文様のコラージュによる日本文化を反映させた表現をテーマに、現代に生きる女性を投影させた新たな様式のポジティブなフェミニズムを描き発表。グループ展や個展を精力的に開催する。
2012年、アメリカのアート雑誌「New American Paintings」に「アメリカで活動する注目のアーティスト（1200名の候補から選出された40名のなかのひとり）」として紹介される。
2019年より猛威を振るっていた2019新型コロナウイルスによる感染拡大の状況を受け、アメリカでの創作活動が難しくなったことから2020年秋に帰国。
2021年1月、テレビ番組『あいつ今何してる?』に出演し、現在の活動について語った。番組内で、絵本作家・五味太郎に弟子入りしたことで美術家としての活動を本格的に始めたことや、村上隆と知り合ったことがきっかけでニューヨークに渡ったことなどが明らかにされた。また、現在も松本伊代をはじめ同期アイドルとの交流を大切にしている。

## ディスコグラフィー

### シングル

#### 新井薫子 名義
| #       | 発売日          | タイトル             | A/B面   | 収録曲               | 作詞       | 作曲     | 編曲     | 規格品番  |
| TDKコア | TDKコア         | TDKコア              | TDKコア | TDKコア              | TDKコア    | TDKコア  | TDKコア  | TDKコア   |
| ------- | --------------- | -------------------- | ------- | -------------------- | ---------- | -------- | -------- | --------- |
| 1st     | 1982年 3月21日  | 虹いろの瞳           | A面     | 虹いろの瞳           | 三浦徳子   | 網倉一也 | 大村雅朗 | T07S-1001 |
| 1st     | 1982年 3月21日  | 虹いろの瞳           | B面     | 風のジェラシー       | 三浦徳子   | 網倉一也 | 大村雅朗 | T07S-1001 |
| 2nd     | 1982年 6月9日   | イニシャルは夏       | A面     | イニシャルは夏       | 三浦徳子   | 網倉一也 | 大村雅朗 | T07S-1005 |
| 2nd     | 1982年 6月9日   | イニシャルは夏       | B面     | Holiday              | 三浦徳子   | 網倉一也 | 大村雅朗 | T07S-1005 |
| 3rd     | 1982年 9月5日   | 赤い靴               | A面     | 赤い靴               | 三浦徳子   | 網倉一也 | 萩田光雄 | T07S-1008 |
| 3rd     | 1982年 9月5日   | 赤い靴               | B面     | パステル気分         | 三浦徳子   | 網倉一也 | 大村雅朗 | T07S-1008 |
| 4th     | 1982年 11月21日 | 私の彼は左きき       | A面     | 私の彼は左きき       | 千家和也   | 筒美京平 | 大村雅朗 | T07S-1015 |
| 4th     | 1982年 11月21日 | 私の彼は左きき       | B面     | 愛になりたい         | 三浦徳子   | 網倉一也 | 大村雅朗 | T07S-1015 |
| 5th     | 1983年 2月21日  | 大和撫子“春”咲きます | A面     | 大和撫子“春”咲きます | 岩里祐穂   | 岩里未央 | 見岳章   | T07S-1019 |
| 5th     | 1983年 2月21日  | 大和撫子“春”咲きます | B面     | 片想いのイニシャル   | 青木久美子 | 原川 健  | 矢野立美 | T07S-1019 |
| 6th     | 1983年 5月21日  | OH!新鮮娘            | A面     | OH!新鮮娘            | 岩里祐穂   | 岩里未央 | 見岳章   | T07S-1031 |
| 6th     | 1983年 5月21日  | OH!新鮮娘            | B面     | 立ち入り禁止         | 中山恵美子 | 見岳章   | 見岳章   | T07S-1031 |

#### カオルコ 名義
| #              | 発売日         | タイトル          | カップリング                        | 規格品番       |
| ソニーレコード | ソニーレコード | ソニーレコード    | ソニーレコード                      | ソニーレコード |
| -------------- | -------------- | ----------------- | ----------------------------------- | -------------- |
| 1st            | 1997年 6月1日  | SWEET SWEET JUNKY | 秘密があるね/ヘヴンと描いたくちびる | SRCL-3932      |
| 2nd            | 1998年 5月21日 | bye-byeアリガト   | アイシテルノ/アタシの幸せ           | SRCL-4191      |

### アルバム

#### 新井薫子 名義
※いずれも TDKコアよりリリース

## 著書
1. 「Book Letter」（2003年、カオルコ名義）

## 出演

### テレビ番組
- 大正週間漫画 ゲラゲラ45（1982年- 1983年、テレビ朝日） -「スター取調室」コーナー。婦人警官 役[注釈 5]
- レッツゴーヤング（1983年2月6日　NHK総合）「私の彼は左きき」を歌唱
- ウキ→ビジュ（中京テレビ） - 番組ブレーン
- 踊る!さんま御殿!!（日本テレビ） - ゲスト
- あいつ今何してる?（2021年1月6日、テレビ朝日）

### テレビドラマ
- 花嫁人形は眠らない（1986年4月 - 5月、TBS） - 脇川雅子 役

### 映画
- 山田村ワルツ（1988年、松竹） - 東京からのお見合い相手・スー 役

### CM
- エスキモー(森永乳業) Pino（1982年 - 1983年頃）※ CMソングは矢野顕子。
- 大塚家具工業 防虫タンス銀婚（1983年頃）※ 中村玉緒と共演。

### 広告
- TDK中学英語カセット・ニューホライズン